# Barbara Pierce Bush
Barbara Pierce Bush, född 25 november 1981 i Dallas, Texas, är dotter till USA:s före detta president George W. Bush och hans fru Laura Bush. Hon är tvillingsyster till Jenna Hager, född Bush.
Barbara, som är äldst av systrarna, är döpt efter sin farmor Barbara Bush. Hon studerade, likt sin far och farfar, vid Yale University och arbetar idag vid ett projekt för Aids-patienter i Afrika. Under den amerikanska presidentvalskampanjen 2004 deltog Barbara och hennes syster aktivt i sin fars valkampanj. Bland annat reste de till flera så kallade "swing states" och höll tal på republikanernas konvent i augusti 2004.